# Сутінки. Роман у коміксах
Сутінки. Роман у коміксах (англ. Twilight: The Graphic Novel) — для всіх фанів, закоханих у "Сутінкову сагу", Стефені Маєр приготувала подарунок: разом із художницею Янґ Кім вона створила чудово ілюстровану книжку, яка змусить читача поглянути на улюблений твір про кохання Едварда й Белли новими очима. В США роман вийшов в березні 2010 року. Переклад і видання роману українською здійснило видавництво Країна мрій. Офіційний випуск відбувся 23 жовтня 2010 року.

## Успіх
У США стартовий тираж графічного роману становив 350 тисяч, що за визнанням газети США сьогодні (англ. USA Today), віднесло даний роман до найбільш тиражованого першого випуску з-поміж інших аналогічних видань в США. Зазвичай стартовий тираж романів у коміксах становить 20 — 30 тис. копій.. Видавництво Єн Прес (англ. Yen Press) оголосило, що впродовж першого тижня було продано 66 тисяч копій, що претендує на рекорд продаж в США для графічних романів. 